# Обаре, Уолтер
Уо́лтер Оба́ре Омва́нза (англ. Walter Obare Omwanza) (род. 10 мая 1947) — конфессиональный епископ Евангелическо-лютеранской церкви Кении (ELCK), один из лидеров международного конфессионального лютеранства.

## Биография
Родился в деревне Мизамби, округ Ниамира, в Кении. Женился в 1976 году. Имеет 10 детей и 4 внуков.
В 1978 году закончил Лютеранский богословский колледж Матонго (MLTC). В 1982 году был рукоположён в пасторы, после чего служил приходским пастором сразу в девяти общинах. В 1985 году был назначен капелланом всех учебных заведений своей деноминации. В 1991 году поступил на продвинутый курс богословия в MLTC, который окончил в 1993 году. В том же году был зачислен в штат преподавателей MLTC.
Затем Обаре получил магистерскую степень в семинарии «Конкордия» в Сент-Луисе. По окончании учебы он вернулся в Кению и продолжил преподавать в MLTC вплоть до августа 2002 года, когда был призван на служение епископа ELCK. Епископское рукоположение состоялось 24 ноября 2002 года.
В 2005 году Обаре рукоположил консервативного епископа Миссионерской провинции Швеции и Финляндии Арне Ульссона в обход официальной иерархии, за что 1 сентября того же года был лишён поста в совете Всемирной лютеранской федерации.
В 2006 году семинария «Конкордия» (г. Сент-Луис) консервативного Синода Миссури присвоила Обаре почетную степень доктора практического богословия (Doctor of Divinity).
В 2010 году Уолтер Обаре участвовал в рукоположении епископа Матти Вяйсянена, главы консервативного финского «Фонда Лютера», которое также было совершено без согласования с официальной иерархией Евангелическо-лютеранской церкви Финляндии.